# 第57回ダヴィッド・ディ・ドナテッロ賞
第57回ダヴィッド・ディ・ドナテッロ賞（だい57かいダヴィッド・ディ・ドナテッロしょう）の授賞式は、2012年5月4日にローマで行われた。
ノミネートは2012年4月12日に発表された。『フォンターナ広場　イタリアの陰謀』が最多16件のノミネートを獲得し、『きっと　ここが帰る場所』が最多6部門で受賞した。

## 受賞とノミネート一覧
太字が受賞者。

### 作品賞
- 塀の中のジュリアス・シーザー Cesare deve morire（監督：パオロ＆ヴィットリオ・タヴィアーニ）
- ローマ法王の休日 Habemus Papam（監督：ナンニ・モレッティ）
- フォンターナ広場　イタリアの陰謀 Romanzo di una strage（監督：マルコ・トゥリオ・ジョルダーナ）
- 海と大陸 Terraferma[1]（監督：エマヌエーレ・クリアレーゼ）
- きっと　ここが帰る場所 This Must Be the Place（監督：パオロ・ソレンティーノ）

### 監督賞
- パオロ＆ヴィットリオ・タヴィアーニ（『塀の中のジュリアス・シーザー』）
- ナンニ・モレッティ（『ローマ法王の休日』）
- フェルザン・オズペテク（『異人たちの棲む館』[2]）
- マルコ・トゥリオ・ジョルダーナ（『フォンターナ広場　イタリアの陰謀』）
- エマヌエーレ・クリアレーゼ（『海と大陸』）
- パオロ・ソレンティーノ（『きっと　ここが帰る場所』）

### 新人監督賞
- フランチェスコ・ブルーニ（『ブルーノのしあわせガイド』[3]）
- ステファノ・ソリマ（『バスターズ』）
- アリーチェ・ロルヴァケル（『天空のからだ』[4]）
- アンドレア・セグレ（『ある海辺の詩人　小さなヴェニスで』[5]）
- グイド・ロンバルディ（『Là-bas - Educazione criminale』）

### 脚本賞
- パオロ・ソレンティーノ、ウンベルト・コンタレッロ（『きっと　ここが帰る場所』）
- パオロ＆ヴィットリオ・タヴィアーニ、ファビオ・カヴァッリ（『塀の中のジュリアス・シーザー』）
- ナンニ・モレッティ、フランチェスコ・ピッコロ、フェデリカ・ポントレモリ（『ローマ法王の休日』）
- マルコ・トゥリオ・ジョルダーナ、サンドロ・ペトラリア、ステファノ・ルッリ（『フォンターナ広場　イタリアの陰謀』）
- フランチェスコ・ブルーニ（『ブルーノのしあわせガイド』）

### プロデューサー賞
- グラツィア・ヴォルピ（『塀の中のジュリアス・シーザー』）
- ナンニ・モレッティ、ドメニコ・プロカッチ（『ローマ法王の休日』）
- フランチェスコ・ボンセンビアンテ（『ある海辺の詩人　小さなヴェニスで』）
- リッカルド・トッツィ、ジョヴァンニ・スタビリーニ、マルコ・キメンツ（『フォンターナ広場　イタリアの陰謀』）
- ニコラ・ジュリアーノ、アンドレア・オッキピンティ、フランチェスカ・チーマ（『きっと　ここが帰る場所』）

### 主演女優賞
- 趙濤（『ある海辺の詩人　小さなヴェニスで』）
- ヴァレリア・ゴリーノ（『バッグにはクリプトナイト』[4]）
- クラウディア・ジェリーニ（『Il mio domani』）
- ミカエラ・ラマッツォッティ（『天国は満席』[6]）
- ドナテッラ・フィノッキアーロ（『海と大陸』）

### 主演男優賞
- ミシェル・ピコリ（『ローマ法王の休日』）
- エリオ・ジェルマーノ（『異人たちの棲む館』）
- マルコ・ジャッリーニ（『天国は満席』）
- ヴァレリオ・マスタンドレア（『フォンターナ広場　イタリアの陰謀』）
- ファブリツィオ・ベンティヴォリオ（『ブルーノのしあわせガイド』）

### 助演女優賞
- ミケーラ・チェスコン（『フォンターナ広場　イタリアの陰謀』）
- アニタ・カプリオーリ（『天空のからだ』）
- マルゲリータ・ブイ（『ローマ法王の休日』）
- クリスティアーナ・カポトンディ（『バッグにはクリプトナイト』）
- バルボラ・ボブローヴァ（『ブルーノのしあわせガイド』）

### 助演男優賞
- ピエルフランチェスコ・ファヴィーノ（『フォンターナ広場　イタリアの陰謀』）
- マルコ・ジャッリーニ（『バスターズ』）
- レナート・スカルパ（『ローマ法王の休日』）
- ジュゼッペ・バッティストン（『ある海辺の詩人　小さなヴェニスで』）
- ファブリツィオ・ジフーニ（『フォンターナ広場　イタリアの陰謀』）

### 撮影監督賞
- ルカ・ビガッツィ（『きっと　ここが帰る場所』）
- パオロ・カルネラ（『バスターズ』）
- シモーネ・ザンパーニ（『塀の中のジュリアス・シーザー』）
- アレッサンドロ・ペッシ（『ローマ法王の休日』）
- ロベルト・フォルツァ（『フォンターナ広場　イタリアの陰謀』）

### 作曲賞
- デヴィッド・バーン（『きっと　ここが帰る場所』）
- ウンベルト・シピオーネ（『Benvenuti al Nord』）
- ジュリアーノ・タヴィアーニ、カルメロ・トラヴィア（『塀の中のジュリアス・シーザー』）
- フランコ・ピエルサンティ（『ローマ法王の休日』）
- パスクァーレ・カタラーノ（『異人たちの棲む館』）

### オリジナル歌曲賞
- If It Falls, It Falls - 作曲：デヴィッド・バーン、作詞：ウィル・オールダム、歌：マイケル・ブルノック（『きっと　ここが帰る場所』）
- Sometimes - 作曲：ウンベルト・シピオーネ、作詞・歌：アレッシア・シピオーネ（『Benvenuti al Nord』）
- Gitmem daha - 作曲：セゼン・アクス、パスクァーレ・カタラーノ、作詞：イルディリム・トゥルケル、歌：セゼン・アクス（『異人たちの棲む館』）
- Therese - 作曲：ガエターノ・クッレーリ、アンドレア・フォルニーリ、作詞：アンジェリカ・カロニア、ガエターノ・クッレーリ、アンドレア・フォルニーリ、歌：アンジェリカ・カロニア（『天国は満席』）
- Scialla! - 作詞・作曲・歌：アミール・イッサ＆Caesar Productions（『ブルーノのしあわせガイド』）

### 美術賞
- パオラ・ビッザーリ（『ローマ法王の休日』）
- フランチェスコ・フリゲリ（『L'industriale』）
- アンドレア・クリザンティ（『異人たちの棲む館』）
- ジャンカルロ・バジーリ（『フォンターナ広場　イタリアの陰謀』）
- ステファニア・チェッラ（『きっと　ここが帰る場所』）

### 衣装デザイン賞
- リーナ・ネルリ・タヴィアーニ（『ローマ法王の休日』）
- ロッサーノ・マルキ（『バッグにはクリプトナイト』）
- アレッサンドロ・ライ（『異人たちの棲む館』）
- フランチェスカ・リヴィア・サルトリ（『フォンターナ広場　イタリアの陰謀』）
- カレン・パッチ（『きっと　ここが帰る場所』）

### メイクアップ賞
- ルイザ・アベル（『きっと　ここが帰る場所』）
- マンリオ・ロッケッティ（『バスターズ』）
- マウリツィオ・ファッツィーニ（『バッグにはクリプトナイト』）
- エルマンノ・スペーラ（『異人たちの棲む館』）
- エンリコ・イアコポーニ（『フォンターナ広場　イタリアの陰謀』）

### ヘアスタイリスト賞
- キム・サンタントニオ（『きっと　ここが帰る場所』）
- カルロ・バルッチ（『ローマ法王の休日』）
- マウロ・タマニーニ（『バッグにはクリプトナイト』）
- フランチェスカ・デ・シモーネ（『異人たちの棲む館』）
- フェルディナンド・メロッラ（『フォンターナ広場　イタリアの陰謀』）

### 編集賞
- ロベルト・ペルピニャーニ（『塀の中のジュリアス・シーザー』）
- パトリツィオ・マローネ（『バスターズ』）
- エスメラルダ・カラブリア（『ローマ法王の休日』）
- フランチェスカ・カルヴェッリ（『フォンターナ広場　イタリアの陰謀』）
- クリスティアーノ・トラヴァリオーリ（『きっと　ここが帰る場所』）

### 録音賞
- ベニート・アルキメデ、ブランド・モスカ（『塀の中のジュリアス・シーザー』）
- ジルベルト・マルティネッリ（『バスターズ』）
- アレッサンドロ・ザノン（『ローマ法王の休日』）
- フルジェンツィオ・チェッコン（『フォンターナ広場　イタリアの陰謀』）
- レイ・クロス、ウィリアム・サローキン（『きっと　ここが帰る場所』）

### 特殊視覚効果賞
- ステファノ・マリノーニ、パオラ・トリゾリオ（Visualogie）（『フォンターナ広場　イタリアの陰謀』）
- Palantir Digital Media（『宇宙人王さんとの遭遇』）
- マリオ・ザノット（Storyteller）（『ローマ法王の休日』）
- ステファノ・マリノーニ、パオラ・トリゾリオ（Visualogie）、ロドルフォ・ミリアリ（Chromatica）（『きっと　ここが帰る場所』）
- Rainbow CGI（『L'ultimo terrestre』）

### 長編ドキュメンタリー賞
- Tahrir Liberation Square（監督：ステファノ・サヴォーナ）
- Il castello（監督：マッシモ・ダノルフィ、マルティーナ・パレンティ）
- Lasciando la baia del re（監督：クラウディア・チプリアーニ）
- Pasta nera（監督：アレッサンドロ・ピーヴァ）
- Polvere - Il grande processo dell'amianto（監督：ニッコロ・ブルーナ、アンドレア・プランドストララー）
- Zavorra（監督：ヴィンチェンツォ・ミネオ）

### 短編映画賞
- Dell'ammazzare il maiale（監督：シモーネ・マッシ）
- Ce l'hai un minuto?（監督：アレッサンドロ・バルダーニ、ルカ・ディ・プロスペロ）
- Cusutu n' coddu - Cucito addosso（監督：ジョバンニ・ラ・パロラ）
- L'estate che non viene（監督：パスクァーレ・マリーノ）
- Tiger Boy（監督：ガブリエーレ・マイネッティ）

### EU映画賞
- 最強のふたり（監督：オリヴィエ・ナカシュ、エリック・トレダノ）
- おとなのけんか（監督：ロマン・ポランスキー）
- メランコリア（監督：ラース・フォン・トリアー）
- ル・アーヴルの靴みがき（監督：アキ・カウリスマキ）
- アーティスト（監督：ミシェル・アザナヴィシウス）

### 外国映画賞
- 別離（監督：アスガル・ファルハーディー）
- ドライブ（監督：ニコラス・ウィンディング・レフン）
- ヒューゴの不思議な発明（監督：マーティン・スコセッシ）
- スーパー・チューズデー　～正義を売った日～（監督：ジョージ・クルーニー）
- ツリー・オブ・ライフ（監督：テレンス・マリック）

### ヤング・ダヴィッド賞
- ブルーノのしあわせガイド Scialla!（監督：フランチェスコ・ブルーニ）